# Distrito Escolar Independiente de Nacogdoches
El  Distrito Escolar Independiente de Nacogdoches (Nacogdoches Independent School District, NISD) es un distrito escolar de Texas. Tiene su sede en Nacogdoches. El consejo escolar tiene un presidente, un vicepresidente, un secretaria, y cuatro miembros.